# 매클레인-헌터
매클레인-헌터(Maclean-Hunter)는 라디오, 텔레비전, 잡지, 신문 및 케이블 텔레비전 유통 분야에서 다양한 지분을 보유한 캐나다의 통신 회사였다.